# Lachy Sądeckie
Lachy Sądeckie (Podegrodzkie) – grupa etnograficzna ludności polskiej zamieszkująca obszar Sądecczyzny posługująca się gwarą sądecką.

## Nazwa
Nazwa Lachy jest rozpowszechniona na polskim Podkarpaciu i w Małopolsce dla określenia szeregu grup etnograficznych pośrednich pomiędzy Góralami a ludnością ściśle nizinną, a jej pochodzenie zdaniem wielu wywodzi się od wschodniosłowiańskiego określenia na Polaków, która z kolei wywodzi się prawdopodobnie od plemienia Lędzian. Najdalej na zachód wysuniętą grupą etnograficzną, która posługiwała się wschodniosłowiańskimi dialektami byli Łemkowie, którzy sąsiadowali z Lachami Sądeckimi.

## Zasięg występowania
W rejonie lewego brzegu dorzecza Dunajca od gminy Podegrodzie do pasma Jaworza i obejmująca centrum Kotliny Sądeckiej. Od wschodu sąsiadują z Pogórzanami, którzy w literaturze etnograficznej zwani byli również Głuchoniemcami.

## Cechy charakterystyczne
Obecnie charakterystyczne elementy stroju oraz kultury obrzędowej Lachów Sądeckich można spotkać głównie w okolicach Podegrodzia w powiecie nowosądeckim i Przyszowej w powiecie limanowskim, ale też po stronie wschodniej dorzecza Dunajca we wsiach Mystków, Piątkowa. Kultura lachowska została przejęta przez wsie na pograniczu lachowsko-pogórzańskim tj. Mszalnica, Ptaszkowa.

## Muzea
Kultura materialna Lachów Sądeckich prezentowana jest w Muzeum Lachów Sądeckich w Podegrodziu oraz Sądeckim Parku Etnograficznym w Nowym Sączu.

## Galeria

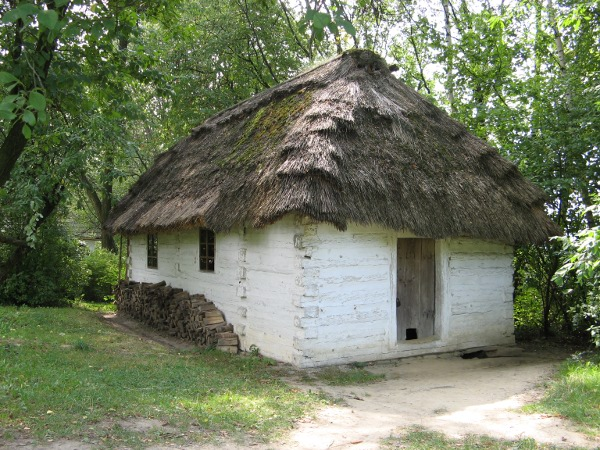
Chata biedniacka Lachów Sądeckich w Sądeckim Parku Etnograficznym
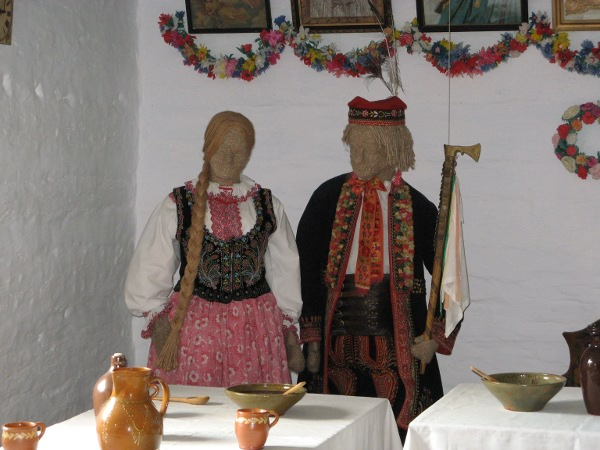
Stroje ludowe Lachów Sądeckich (Sądecki Park Etnograficzny)
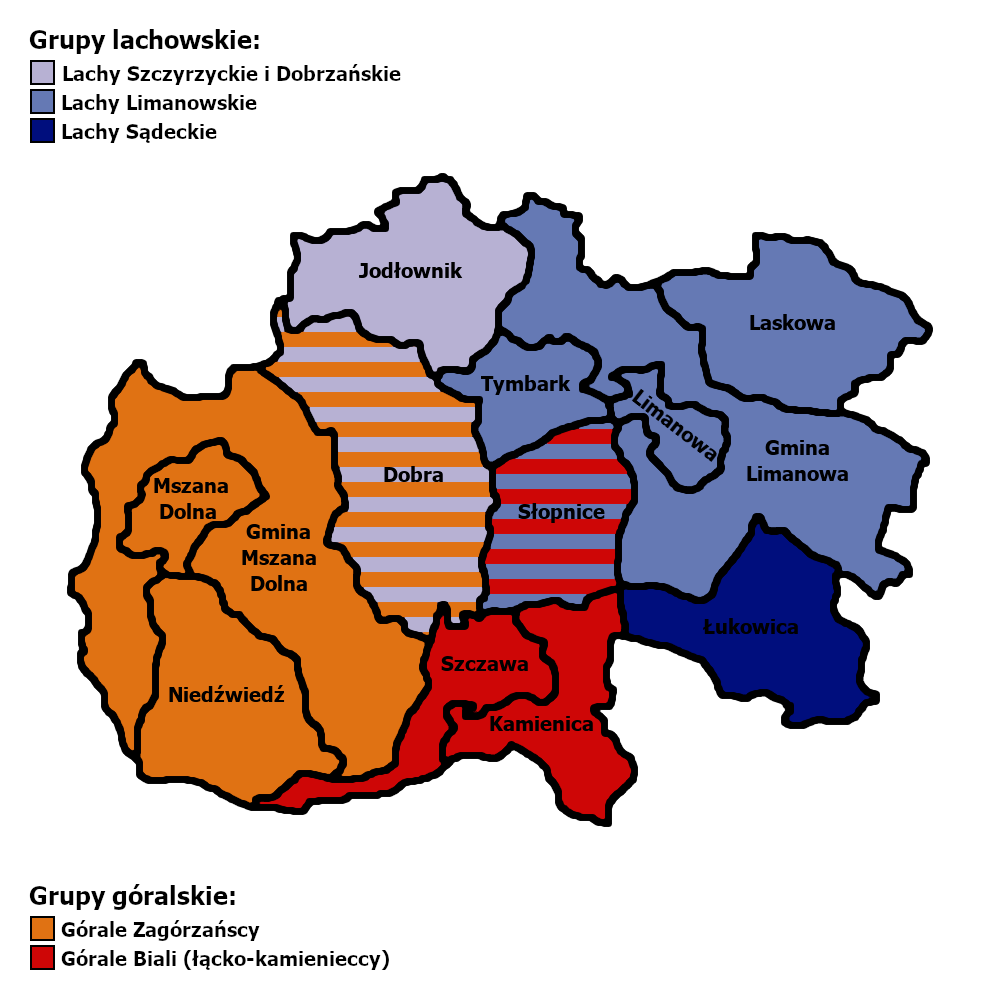
Lachy Sądeckie w powiecie limanowskim
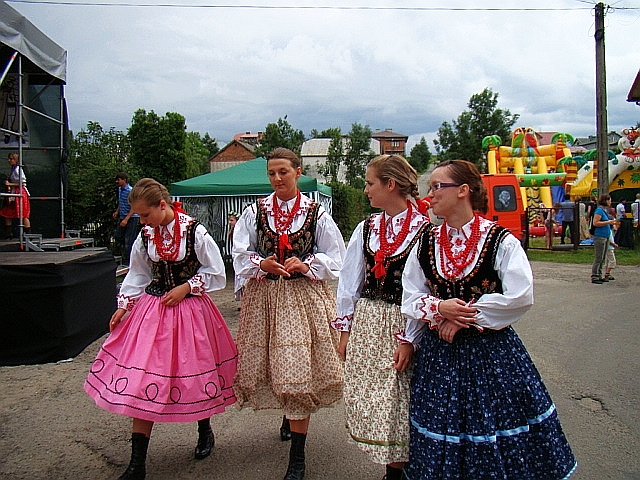
Laszki sądeckie w tradycyjnych strojach ludowych, Bukowsko 2010